# Щутгартски университет
Щутгартският университет (на немски: Universität Stuttgart) е държавен университет в Щутгарт, Германия, с многодисциплинарен профил с основна тежест в инженерните, естествените, духовните и социалните науки. Има десет факултета.

Разположените по-рано в центъра на града технически науки и природни науки от 1960 г. се преместват в кампуса в Щутгарт-Вайхинген, като в същото време направленията архитектура, както и социалните, духовни и стопански направления се намират в центъра на града.

## Факултети
Действат следните факултети::
- Факултет 1: архитектура и градостроителство
- Факултет 2: строителни и инженерни науки
- Факултет 3: химия
- Факултет 4: енерготехнологии и биотехнологии
- Факултет 5: информатика, електротехника и информационни технологии
- Факултет 6: аерокосмическа промишленост и геодезия
- Факултет 7: машиностроене и автомобилостроене
- Факултет 8: математика и физика
- Факултет 9: философско-исторически
- Факултет 10: Икономика, икономически и социални науки

- Университетската библиотека
- Център за високопроизводителни изчисления
- Международен център
- Кампус
- Студентското общежитие Pfaffenhof II